# Kragilan (Gantiwarno)
Kragilan is een bestuurslaag in het regentschap Klaten van de provincie Midden-Java, Indonesië. Kragilan telt 1920 inwoners (volkstelling 2010).